# 終着駅シリーズ
『終着駅シリーズ』（しゅうちゃくえきシリーズ）は、1990年12月8日から2022年12月22日までテレビ朝日系列で断続的に放送されたテレビ朝日・東映製作の刑事ドラマシリーズ。主人公の牛尾刑事は、第1作から第4作までは露口茂で、第5作から最終作（第38作）まで片岡鶴太郎が演じる。監督は第1作から一貫して池広一夫が務めた。
原作は森村誠一著の推理小説シリーズである『牛尾刑事・事件簿』シリーズ。
放送枠は「土曜ワイド劇場」（第1作 - 第29作）、「土曜プライム・土曜ワイド劇場」（第30作）、「日曜ワイド」（第31作）、「日曜プライム」（第32作 - 第35作）。第36作以降は不定期に特番として放送されていたが、先述の通り、2022年12月22日放送分をもって終了した。

## 概要
2001年から2005年までは『牟田刑事官事件ファイル』の小林桂樹演じる牟田一郎刑事官や『事件記者冴子の殺人スクープ』の水野真紀演じる川村冴子記者と共演する作品（『牟田刑事官VS終着駅の牛尾刑事そして事件記者冴子』）が、その年の最終放映作品として放送された。
主人公・牛尾正直が原作に初めて登場したのは1987年1月刊行の「駅」で、2018年は「牛尾刑事誕生30周年」。テレビドラマ版では1990年の「終列車」から始まり、「終着駅の牛尾刑事VS事件記者・冴子」シリーズと合わせると2019年の「荒野の証明」が登場50回記念作となった。原作者の森村誠一によれば、牛尾は森村がホテルマンとして働いていた時に知り合った実在の元刑事がモデルになっているという。
牛尾たちが所属する所轄署は「警視庁 新宿西警察署」だが、最初期は「警視庁 西新宿警察署」だった。

## キャスト
- キャストの括弧（番外）は「終着駅の牛尾刑事VS事件記者・冴子」での出演回

### 警視庁新宿西警察署
- 露口茂主演シリーズ（第1作から第4作まで）と片岡鶴太郎主演シリーズ（第5話から）で共通して登場したキャラクターは、牛尾と大上のみ。

牛尾正直（うしお まさなお）
演 - 露口茂（第1作 - 第4作）、片岡鶴太郎（第5作 - 第38作）
刑事課（強行犯捜査係） 刑事。階級は巡査部長→警部補。通称は「モーさん」だが、最初期は「ギュウさん」と呼ばれていた。家族は妻・澄枝（露口主演時には妻は登場せず。鶴太郎主演版になってからの登場。第17作時点で結婚20年目）、子どもはいない。第37作からは妻に先立たれ、独身状態という設定が追加された。
事件解決のために全国を飛び回ることもある。
大上達夫
演（露口主演シリーズ） - 清水善三（第1作）、美木良介（第2作）、川野太郎（第3作・第4作）
演（鶴太郎主演シリーズ） - 松村雄基（第5作 - 第8作）、土門廣（第9作 - 第13作・第15作）、吉岡扶敏（第14作・番外1・番外2・第16作 - 第19作）、増沢望（第20作 - 第23作）、東根作寿英（番外9 - 第38作）
刑事課 刑事。階級は巡査部長。牛尾とコンビを組む後輩。家族は妻・美千代。

#### 鶴太郎主演シリーズから登場
坂本
演 - 名古屋章（第5作・第7作 - 第17作）、北村総一朗（第6作）、田山涼成（番外3）、秋野太作（番外4 - 第38作）
刑事課 課長（第6作は刑事部長）。階級は警部。牛尾の上司。
山路
演 - 北見敏之（番外3）、でんでん（番外4 - 番外7）、徳井優（番外8 - 第38作）
刑事課 刑事。通称「山さん」。牛尾と意見が対立する同僚刑事。しかし、事件に対する着眼点が違うだけであり、牛尾を嫌っているわけではない。牛尾も山路の見立てには理解を示しており、事件の初期段階では山路の方針がオーソドックスである旨を語っている。
第18作から登場（初登場は番外3）。
西谷
演 - 石原和海（番外3 - 第38作）
刑事課 刑事。
第17作から登場（初登場は番外3）。
海野
演 - 笠井一彦（第18作・第20作 - 第24作）、丈【旧・小野寺丈】（第25作 - 第38作）
鑑識官。

#### 露口主演シリーズのみ登場
平林
演 - 木村元（第1作 - 第4作）
刑事課 課長。階級は警部。牛尾の上司。

### 牛尾の周辺人物
牛尾澄枝
演 - 岡江久美子（第7作 - 第38作）※生前の出演は第36作まで、第37、38作は回想出演
牛尾の妻。「警視庁新宿西住宅」に牛尾と二人暮らし。時に事件解決のヒントを口にすることもある。初登場以来、夫である牛尾の仕事に理解を示し、渾身的に支える良妻。生前の登場は第36作が最後。第37作の半年前に死去したことが同話のエンディング間近で牛尾の語りにて明かされたが、死因については語られていない。同話以降は牛尾の回想シーンで登場。翌作の第38作では死去から2年が経過している。
演じた岡江は2020年4月23日に新型コロナウイルス感染症による肺炎に罹患して逝去したが、本シリーズは後任の役者を一切立てない方針を取り、第37作では岡江の死去に併せて既に故人の設定になっており、過去の出演シーンを回想として流す措置を採ることで出演。この岡江の死去に伴う澄枝の死去設定がシリーズ終了の原因になったとされている。
ジョージ
演 - 三夏紳（番外4・第20作・第21作・番外8・第23作・番外9）
オカマのホームレス。牛尾とは旧知の間柄。

### ゲスト
第1作 - 第20作 / 第21作 - 第38作

#### 第1作 - 第20作（1990年 - 2006年）
第1作「終列車」（1990年）
- 塩沼弘子（塩沼の妻） - 原日出子
- 深田美加（別名「ミナコ」） - 八神康子
- 大中和幸（大中商会 社長） - 黒部進
- 原口（晴海警察署 刑事） - 誠直也
- 赤坂直司（課長） - 鶴田忍
- 金物店主人 - 相馬剛三
- 北浦（大中和幸殺人事件の容疑者） - 下條アトム
- 最上秀幸（会社社長・クラブ「ミスティー」の客） - 横内正

第2作「終着駅」（1992年）
- 宮地由起子（姉の杏子が半年間音信不通のため東京へ向かう女性） - 古村比呂
- 出版社編集者（慎也の高校の先輩） - 斎藤洋介
- 暮坂武雄（慎也の父・東京で急死する） - 福田豊土
- マンション管理人 - 奥村公延
- 軍司弘之（ホテルで死体で発見された男） - 草見潤平
- 鍵屋の主人 - 森章二
- 三上潤子（ホステス） - 川島美津子
- 水間達彦（作家） - 峰岸徹
- 公園の管理事務所所員 - 相馬剛三
- 暮坂慎也（武雄が急死したため信濃大町から警視庁新宿西警察署へ向かう男性） - 船越栄一郎

第3作「死刑台の舞踏」（1992年）
- 西原靖（勝又の同級生） - 山下規介
- 井草麻美子（ブティック従業員） - 森口瑤子
- 黒川（勝又の同級生） - 新井康弘
- 浜口伸一（勝又と親しくしていた同級生） - 吉岡圭二
- 島田（刑事） - 森章二
- 志水義郎（葛飾南警察署 刑事・勝又の高校時代の同級生） - 村田雄浩
- 持田哲夫（劇団員・麻美子を西新宿の地下道で助けた男） - 斉藤隆治
- ブティックオーナー - 大西多摩恵
- 射場弘（勝又と親しくしていた同級生） - 遠藤憲一
- 柳（気仙沼港警察署 刑事） - 佐々木敏
- 西原（西原の母） - 木村令子
- 勝又茂久（西新宿の地下道で麻美子に絡んできた男） - 金子由之

第4作「碧の十字架」（1994年）
- 矢吹朝子（記憶喪失の女） - 未來貴子
- コンビニオーナー - 高原駿雄
- 片桐孝治（元コンビニアルバイト・偽名「戸田一男」・秋子の婚約者） - 押切英樹
- 杉浦（マンション管理人） - 阿部寿美子
- 城野静夫（元コンビニアルバイト・偽名「鈴木次郎」） - 高橋広司
- 秋子（熱帯魚店の娘） - 田川靖子
- 沼田昇（朝子と同じマンションの住人） - 井上純一
- 不動産屋 - 堀田真三
- 航空交通管制所の職員 - 金尾哲夫
- 熱帯魚店 店主 - 山浦栄
- 松原俊也（コンビニ店員） - 千田義正
- 遠山（豊島警察署 刑事） - 小倉久寛
- 南雲広志（カメラマン） - 松村雄基

第5作「誇りある被害者」（1996年）
- 川岸由紀子（大町温泉の従業員・川岸の娘） - 畠田理恵
- 樽見良勝（井村建設 社員・代議士の長田一閑の元私設秘書） - 大林丈史
- 浅井圭介（滝川商事 社員） - 四禮正明
- 島崎清子（クラブのホステス） - 大竹一重
- 桐原亮子（丹沢山中で車が転落し死亡した女性） - 柾木良子
- タクシー会社事務員 - 岡橋和彦
- 山内（滝川商事 営業部長・浅井の上司） - 塙恵介
- 川岸一義（タクシードライバー） - 石波義人
- マンション管理人 - 小鹿番
- 香西賢（歌手） - 川崎麻世
- 刑事 - 森一、青木卓司、岩松廉、佐藤広義
- 宝石店店員 - 真実一路
- アパート管理人 - 山浦栄
- 櫛田潤一（清子の高校の同級生） - 坂上忍

第6作「人間の十字架」（1996年）
- 木田由紀子（篠沢に別れると言われ死に場所を探していたとき町野に出会った女性） - 大寶智子
- 松川武彦（松川グループ会長の孫） - 沢向要士
- 篠沢幹夫（大橋物産 社員・由紀子の元婚約者） - 岡野進一郎
- 永井（所轄署巡査部長） - 大場泉
- 町野聡子（町野の妻・公一の母） - 一柳みる
- 今井昭一（フリールポライター・美千代の不倫相手） - 鷲生功
- 大上美千代（大上達夫の妻） - 秋本奈緒美
- 大橋冴子（武彦の婚約者・大橋物産 社長の娘） - あらいすみれ
- 町野公一（10年前 電車にひかれる寸前牛尾に助けられた少年） - 鎌手宣行（小学生：三浦春馬）
- 土産物屋店主 - 江幡高志
- 山上（警視庁新宿西警察署刑事課 刑事） - 青木卓司
- 池（警視庁新宿西警察署刑事課 刑事） - 志村要
- ひったくりの男 - 鼓太郎
- 一刀彫師 - 花上晃
- 不動産屋 - 飯島大介
- 鑑識 - 藤田宗久
- 町野一男（公一の父） - 田村亮

第7作「街」（1997年）
- 立科マユミ（由里の妹） - 小林綾子
- 立科由里（クラブ「花門」ホステス・2年前に牛尾が知り合った女性） - 中嶋美智代
- 中岡知彦（秋本の大学時代の友人・日本画廊経営者の長男） - 神保悟志
- 八雲葉子（秋本の元恋人で今は中岡の婚約者・俳優の娘） - 松谷彼哉
- 秋本弘（クラブ「花門」バーテン） - 中山俊
- 数成茜（山地の恋人） - 武田恵子
- 山地繁樹（大学生） - 堀真樹
- 宮沢和俊（海岸の崖下で撲殺死体で発見された男） - 田中優樹
- 宮沢実（和俊の兄） - あらい正和
- 三田（南伊東警察署 刑事） - 河西健司
- フジ子（クラブ「花門」ママ） - 松木路子
- 谷（暴力団組長・牛尾正直の顔見知り） - 松野健一
- よし子（由里の叔母） - 磯辺万沙子
- 茜の母 - 後藤緑
- 陽子 - 雪絵ゆき
- ヤス子 - 徳永廣美
- ミドリ - 川勝あか梨
- 井上（暴力団組員） - 若山騎一郎
- カトマンズ - アンナ・ルイス
- 刑事 - 青木卓司
- 2年前に由里にからんできた若い男 - 千田義正

第8作「窓」（1998年）
- 柳沢晴子（柳沢の妻） - 岡まゆみ
- 八坂常吉（柳沢の元運転手） - 樋浦勉
- 隅野弘之（商事会社社員・竹井の友人・規子の恋人） - 竹本孝之
- 尾高規子（専門学校生） - 佐藤友紀
- 柳沢英夫（商事会社社長） - 藤田宗久
- 大曽根一矢（画商） - 望月太郎
- 竹井秀二（スポーツクラブのインストラクター） - 桜井顕生
- あかね（規子のことを良く知る女性） - 菅原あき
- よしみ（規子の幼馴染） - 利根川朱里
- 向山（北品川警察署 刑事） - 火野正平
- 南咲千春（ホステス） - 森下まひろ
- 鑑識員 - 伊藤聡
- ホステス - 川勝あか梨
- 刑事 - 青柳三十六

第9作「駅」（1998年）
- 大門勝明（さちの婚約者・政治家の息子） - 菊池健一郎
- 青山さち（実業家の娘） - 石橋けい
- 岩佐夕子（デートクラブ勤務・箱守が殺害される1年前に列車で隣り合わせになった女性） - 吉川美咲
- 鈴木真子（牛尾澄枝の姪・信州に旅行に行くと言ったまま連絡が途絶え遺体で発見される） - 清水あすか
- 安西（木曽警察署 刑事） - 丸岡奨詞
- 小出孝之（夕子と蕎麦屋にいた男） - 下塚誠
- 黒部良彦（箱守を殺害した少年グループのメンバー） - 甲斐拓美
- 山田広志（箱守を殺害した少年グループのメンバー） - 中村泰久
- 大串竜也（箱守を殺害した少年グループのメンバー） - 星英徳
- そば屋さん - 二村民子
- 箱守寅吉（ホームレス・新宿で殺害） - 田村泰二郎
- 吉田（刑事） - 貞永淳
- ラブホテルのフロント係 - 久保田民絵
- 交通係（巡査） - 茂賢治
- 黒部のアパートの隣人 - 小林百合子
- 土産物屋女主人 - 東山明美
- デートクラブ経営者 - 桜金造
- 堤美子（犬の飼い主） - 山村紅葉

第10作「殺人の花客」（1999年）
- 長崎美奈子（長崎の後妻・以前 牛尾澄枝の乗ったタクシーに同乗した女性） - 田中美奈子
- 長崎信祐（関東農業大学 助教授） - 菊池隆則
- 山下（多摩川警察署 警部補） - 伊吹剛
- 文子（旅館「山水閣」仲居・美奈子の元同僚） - 佐野アツ子
- アキ（山中温泉の女将・美奈子の同級生） - 春木みさよ
- 日原英策（ホテルの宿泊客・3年前に交通事故を起こした加害者） - 大城英司
- 鳥居邦枝（木原栄作の子を妊娠している女性） - 原田佳奈
- ホテルのフロント係 - 簗瀬哲
- ホテルの部屋係 - 巴三枝
- 刑事 - 小林功
- 長崎由美（長崎の前妻・3年前交通事故死） - 三咲順子
- 長崎由香里（長崎と由美の娘・3年前交通事故死） - 野口綾奈
- 葬儀受付 - 根岸大介
- 暴力団組員 - 賀川黒之助
- 鑑識員 - 風間正広
- 木原栄作（森山商事 社員） - 寺林伸悟

第11作「殺人の債権」（1999年）
- 家形鮎子（家形の新妻・亡母は牛尾澄枝の友人） - 田村英里子
- 落合繁（自動車メーカー社員・升川の大学の先輩） - 榊原利彦
- 岡崎弘（司法修習生・鮎子の高校の先輩） - 増沢望
- 佐山秀司（アパレル会社「SOALE」経営者・升川の友人） - 湯江健幸
- 落合朱実（落合の妻） - 寺田千穂
- 家形圭介（ホテル従業員） - 馬野裕朗
- 泉野基夫（照子の父） - 嶺田則夫
- 升川靖（殺人被害者） - 森一芳
- 泉野照子（3年前絞殺） - 和田遊子
- 鑑識員 - 椎名泰三
- 支配人 - 守屋勉
- 刑事 - 風間正広
- 結婚式の司会 - 西村奈歩
- 原（井波警察署 刑事） - 秋野太作

第12作「夜行列車」（2000年）
- 松平正彦（内科医・真弓の婚約者） - 池内万作
- 中瀬恵子（中瀬の娘・旅行に出たまま行方不明） - 西尾まり
- 十々木寿子（クラブのホステス・十々木の妻） - 星遙子
- 勝田（宮城県警気仙沼警察署 刑事） - 山形恵介
- 十々木史郎（会社員） - 越村公一
- 守屋学（フリーター） - 田付貴彦
- 浜村真弓（浜村の娘） - 以倉いずみ
- 黒川（神奈川県警察 刑事） - 永田耕一
- ホテルのフロント係 - 松阪隆子
- スクラップ屋 - 三夏紳
- 主婦 - 雪絵ゆき
- 百合 - 鬼頭典子
- DPE店員 - 木村和守
- 刑事 - 石田哲也、石原和海
- 鑑識員 - 鎌田功
- 浜村隆英（都議会議員） - 原田大二郎
- 中瀬好治（元警視庁世田谷北警察署 刑事・牛尾が新米刑事の頃に世話になった先輩） - 高津住男

第13作「殺人の赴任」（2001年）
- 明日めぐみ（デートクラブ嬢・以前 牛尾澄枝が落とした財布を拾った女性） - 竹本聡子
- 横尾重雄（代議士 国見良方の第一秘書） - 磯部勉
- 若宮清治（シロアリ害虫駆除協会 社長） - 大橋吾郎
- 奥光利夫（東京交通不動産 社長秘書） - 青山良彦
- 道浦良一（めぐみの客） - 保積ぺぺ
- 山下カオリ（会社員・岩木の隣人） - 重田千穂子
- 岩木秀男（学生） - 飯泉征貴
- 関川（デートクラブ経営） - 小林すすむ
- 渡辺洋子（シロアリ害虫駆除協会 秘書） - 森順子
- ヒロ子（旅館女将） - 中野今日子
- 時田（警視庁新宿西警察署 刑事・坂本の隣の課の刑事） - 遠藤剛
- 吉岡（アパート大家） - 矢野宣
- 「新宿スペースホテル」従業員 - 竜川剛
- リポーター - 宮原あつき
- 刑事 - 青木卓司
- 八坂光子（めぐみの祖母の隣人） - 冨士眞奈美

第14作「砂漠の暗礁」（2001年）
- 藤村雅子（頼子と哲夫の娘・藤村の妻） - 渋谷琴乃
- 吉富弘明（喫茶店「珈琲キャッスル」店主・頼子と前夫の息子） - 坂上忍
- 金沢高一（製薬会社社員・秀子の夫） - 下條アトム
- 長岡繁（警備員） - 鼓太郎
- 白崎修（フリーカメラマン） - 松崎謙二
- 佐久間哲夫（元警備員・3年前自殺） - 早川純一
- 藤村実（保険外交員） - 賀川黒之助
- 主婦 - 竹内都子（ピンクの電話）、清水よし子（ピンクの電話）
- 坪木（喫茶店「珈琲キャッスル」常連客） - 若林久弥
- 宝石店店員 - 緒口幸信
- 金沢秀子（料理研究家） - 中村京子
- 中西（築地中央警察署 刑事） - 不破万作
- 佐久間頼子（哲夫と再婚した妻） - 赤座美代子

第15作「砂漠の駅」（2003年）
- 道行有美子（道行の娘・連絡がつかなくなった父を探しに松本から来た） - 細川直美
- 神田直也（氏家の私設秘書） - 池田政典
- 寺脇弘一（道行が会おうとしていた男） - 前田淳
- 佳代（ホステス） - 梶原真弓
- 村野（バー「止り木」常連客） - 三夏紳
- 吉村（男鹿警察署 刑事） - 笠井一彦
- 織田姫路子（バー「止り木」ママ） - 一谷真由美
- 容子（有美子の母の知り合い） - 久保田民絵
- 「丸富ホテル」女将 - 三浦リカ
- 本木（バー「止り木」常連客） - 小林すすむ
- 山沢（盗品を持込んだ男） - 柳野幸成
- 道行有三（骨董品屋） - 唐沢民賢
- 桜田（バー「止り木」常連客） - 中寛三
- 氏家泰行（国会議員） - 長克巳
- 質屋 - 持丸雅樹
- 刑事 - 石原和海

第16作「壁の目」（2003年）
- 小寺啓介（作家・ミステリー大賞受賞作品「壁の目」作者） - 羽場裕一
- 桜井慶子（「ビスタ西新宿」102号室の入居者・クラブのホステス → 別所年行の後妻） - 斎藤陽子
- 浅沼徹也（作家・ミステリー大賞の選考委員） - 升毅
- 関口（編集者・牛尾の知り合い） - 木村元
- アパート「ビスタ西新宿」大家 - 山田スミ子
- 平塚美智子（「ビスタ西新宿」101号室の入居者） - 広瀬久実
- 小田（黒部警察署 刑事） - 渡辺寛二
- 水島（北品川警察署 刑事） - 竜川剛
- 別所清彦（別所年行の息子） - 窪園純一
- 別所照子（別所年行の娘） - 長谷部香苗
- 若い男 - 三上大和
- 刑事 - 川崎一馬
- 日下部（北品川警察署 刑事） - 菊池隆志
- 小説の中の男 - 隈部洋平
- 小説の中の女 - 香取広美
- 向山（北品川警察署 刑事） - 左とん平

第17作「霧笛の余韻」（2004年）
- 絵里村多鶴子（社長秘書） - 吉本多香美
- 絵里村志鶴子（多鶴子の双子の妹） - 吉本多香美（二役）
- 高坂正好（立東開発 事業本部長） - 磯部勉
- 藤崎正幸（中央政経通信社） - 岡野進一郎
- 白沢幸樹 - 志村東吾
- 五十嵐勉（小樽警察署 警部補） - 伊藤洋三郎
- 清水（丹沢警察署 刑事） - 真夏竜
- 柏木清美（多鶴子の同僚） - 井上彩名
- 女将 - 一谷真由美
- 塩路輝子（銀座のクラブホステス） - 時任歩
- 秋田圭子 - 津田京子
- 刑事 - ちょーすけ

第18作「破婚の条件」（2005年）
- 里見昌枝（里見の別居中の妻） - 野村真美
- 中西光彦（共同生命保険 調査担当員・美代子の元夫） - 神保悟志
- 吉田明子（昌枝の仕事の先輩） - 沖直未
- 里見慎治（週刊「世論」契約ライター） - 池田政典
- 香織（クラブ「香織」ママ） - 大西多摩恵
- 山辺弘美（ビジターセンター従業員・クラブ「コスタリカ」元ホステス） - 内田チエ
- 村野真知子（クラブ「コスタリカ」元ホステス・10年前絞殺〈当時妊娠4か月〉） - 篠永あや
- 中西美代子（クラブのホステス・里見の愛人） - 豊川栄順
- マンション管理人 - 早川純一
- 末広正次（不動産会社経営） - 佐戸井けん太
- 逸見有義（国会議員・末広の異母兄弟） - 佐戸井けん太（二役）
- 水島（刑事） - 左とん平

第19作「死者の配達人」（2006年）
- 北野俊也 - 篠田三郎
- 中町由美子 - 喜多嶋舞
- 北野佳代（北野の妻） - 山下容莉枝
- 各務豊彦（東京オプティカ 店員） - 京晋佑
- 藤井（庄川警察署 刑事） - 中西良太
- 金原秀子（故人） - 赤間麻里子
- 北野京子（北野と佳代の娘） - 杉本友莉亜
- 田沢実（今枝機械製作所 元従業員） - 長岡尚彦
- 今枝義明（今枝機械製作所 社長） - 清水審大
- 塩川勤 - 上條誠
- 今枝則子（今枝の妻） - 長谷部香苗
- 菱田真美（女子高生） - 武原梢
- スーパーの店長 - 森章二
- 写真屋 - 山田智之
- 久野葉子（今枝機械製作所 事務員） - 高橋玲子
- 庄川警察署 警察官 - 菊池隆志、駒走秀樹
- 大牧温泉の旅館の番頭 - 奥村公延
- 角倉（富山県警井波警察署 刑事） - 平泉成

第20作「砂漠の喫茶店」（2006年）
- 地引（タクシードライバー・喫茶店「コロポックル」常連客） - ベンガル
- 尾花藤江（ホステス・喫茶店「コロポックル」常連客） - 遊井亮子
- 稲葉吾郎（会社員・喫茶店「コロポックル」常連客） - 中原丈雄
- 時岡為二（代議士） - 勝部演之
- 湯川陽一（国会議員） - 山西道広
- 佐山勝行（湯川の秘書・大安運送 元社員） - 井田國彦
- 時岡秀信（時岡の長男） - 本宮泰風
- 相島靖子（クラブ「タナトス」ママ） - 清水めぐみ
- 山岸（山岸レディースクリニック 医師） - 鶴田忍
- 杉野勉（クラブ「ライヒ」従業員 → クラブ「スタッグス」オーナー） - 赤羽秀之
- 菊川（フリーライター・喫茶店「コロポックル」常連客） - 市川勇
- 弘中（高層作業員・喫茶店「コロポックル」常連客） - 前田淳
- 中川奈美（クラブ「スタッグス」ホステス） - 神戸みゆき
- 高倉（山梨県警富士五湖警察署 刑事） - 真夏竜
- 岩崎（山梨県警富士五湖警察署 刑事） - 平井真軌
- 門井純子（クラブ「タナトス」ホステス） - 磯部さちよ（少女期：大橋彩香）
- 村川弘美（クラブ「タナトス」ホステス） - 大浦理美恵
- 岸部百合子（クラブ「ライヒ」ママ） - 西山知佐
- 門井正作（純子の父・故人） - 石田哲也
- 小川孝之（資産家） - 渡辺火山
- 北出（喫茶店「コロポックル」店主） - 西田健

#### 第21作 - 第38作（2007年 - 2022年）
第21作「悪の条件」（2007年）
- 山科正人（警視庁捜査一課 刑事） - 伊武雅刀
- 海原ちづる（時岡の妹・海原の妻） - 国生さゆり
- 海原隆章（城西銀行松本支店 支店長） - 矢島健一
- 竹野美紀（バンエンタープライズ 社員・失踪中） - 渋谷琴乃
- 斎所務（探偵） - 吉見一豊
- 時岡慎介（バンエンタープライズ 社長） - 鷲生功
- 龍村博文（三村商事 代表取締役） - 李鐘浩
- 永井守（東玉川警察署 刑事） - 草見潤平
- 石井正治 - 伊吹剛

第22作「殺人同盟」（2009年）
- 高林優子（外科医・学生時代のニックネーム「カミソリ優子」） - 櫻井淳子
- 大谷圭子（長野県海里宿資料館 職員・恵の母・大谷の妻〈現在離婚調停中〉） - 角替和枝
- 柴田清子（スーパーのパート・鬼頭の内縁の妻） - 伊藤裕子
- 大谷恵（和枝と礼子の高校の同級生・1年前 崖から飛び降り死亡） - 大村彩子
- 石野和枝（キャバレー「パンドラ」ホステス・高校時代は万引きや恐喝の前科者） - 霧島れいか
- 山岡礼子（和枝の悪友） - 豊川栄順
- 鬼頭勝也（海東物産 社員） - 大西信満
- 木崎真（花屋） - 不破万作
- 三村昌代（看護師） - 大寶智子
- 石野勝（和枝の兄） - 池田政典
- 木下智子（保険会社社員） - 蜷川みほ
- 藤岡（成城南警察署 刑事） - 大門正明
- 河西（玉川警察署 刑事） - 地曵豪
- 原沢さなえ - 真田あゆみ
- 女子高生 - 藤井真世
- 柴田真美（鬼頭と清子の娘・故人） - 大和田萌
- 大谷紳平（呉服店経営・恵の父） - 矢崎滋

第23作「死差路」（2009年）
- 二木聖子（ケーキ店「ミモザ」経営者） - 高橋かおり
- 川原潔（無職） - 長谷川朝晴
- 中条等（ベンチャー企業社長・聖子の恋人） - 大浦龍宇一
- 小橋久仁男（無職・半年前までタクシードライバー） - 村杉蝉之介
- 杉村雄司（六条建設 社員・北野の上司） - 菊池均也
- 向井雄一（所割刑事） - 荒谷清水
- 島岡修（社員） - 山本康平
- 谷（タクシードライバー） - 堀勉
- 「つたや旅館」女将 - 三谷侑未
- 野々山清（バイク屋） - 川屋せっちん
- タクシードライバー - 宇山けん
- アパート管理人 - 礒秀明
- 及川洋子（烙印印刷・聖子の元同僚） - 橘ユキコ
- クラブのママ - 杉嶋美智子
- クラブのホステス - かとうあつき
- 柴崎エリ（パート従業員） - 西田奈津美
- 北野友哉（六条建設 庶務課長） - 北見敏之
- 柳川直美（クラブのホステス・北野の愛人） - 中島ひろ子

第24作「終着駅」（2010年）
- 三上潤子（クラブ「MISTY」常連客・本名「宮地杏子」・由起子の実姉） - 青山倫子（少女期：塚田帆南）
- 浅川真（クラブ「MISTY」従業員） - 松田悟志
- 軍司弘之（カメラマン・クラブ「MISTY」社長） - 近藤公園
- 宮地由起子（芸能事務所「オフィスアクア」所属タレント・芸名「宮地あずさ」・潤子（杏子）の実妹） - 高山侑子（幼少期：榎坂千愛）
- 軍司正之（生花農園経営・弘之の兄） - 鼓太郎
- 暮坂慎也（暮坂の息子） - 福井博章
- 林哲司（週刊誌編集長） - 小松和重
- 村木葉子（由起子の親友） - 小林きな子
- 落合君子 - 高柳葉子
- 管理人 - 森章二
- 木崎（長野県警茅野警察署 刑事） - 松澤一之
- 上杉徹（暮坂の親友） - 山崎進哉
- 高林万里子（マネージャー） - 桂木ゆき
- 宮地美佐枝（由起子の母で潤子（杏子）の実母・3年前病死） - 松尾晶代
- 暮坂武雄（自動車修理工場経営者） - 石田太郎
- 水間達彦（「オフィスアクア」社長） - 甲本雅裕

第25作「途中下車する女」（2011年）
- 森岡弓子（森岡の妻） - 酒井美紀
- 森岡治（喫茶店「来夢来人」店主・先日病死） - 石丸謙二郎
- 牧島良夫（三岩商事 社員） - 浜田学
- 杉村（交番巡査） - 三波豊和
- 吉沢礼子（奥多摩湖茶屋の女将） - 清水めぐみ
- 南広子（飛田総合病院 看護師） - 大寶智子
- 村木冬子（牧島の隣人） - 山口あゆみ
- 古木久高（古木の息子） - 俊藤光利
- 森岡龍彦（森岡と弓子の息子・交通事故死） - 小林海人
- 田崎学（製氷会社オーナー） - 加藤満
- 田村誠一（八王子中央警察署 刑事） - 嶋崎伸夫
- リポーター - 藤森麻由
- 薬局店主 - 大塚洋
- 中川（黒のパーカーの目撃者） - 桝本圭作
- コンビニ店員 - 山本麻貴
- 若い女 - 伊織有希
- 古木久俊（初老の男・半年前定年） - 石橋蓮司

第26作「殺意の奔流」（2012年）
- 伊沢美穂（飛鳥観光 社員・バスツアーの添乗員） - 原田夏希（幼少期：福島望愛 / 小学生：上保千陽奈 / 中学生：三好杏依）
- 千葉竜吾（警視庁狛江警察署生活安全課 刑事・伊沢の後輩） - 高橋和也
- 江島義紀（新都銀行融資部 行員） - 飯田基祐
- 中倉佳世（イベント会社社長） - 大家由祐子
- 田所瞳（新都銀行人事部 行員・江島の婚約者） - 野村佑香
- 新津健司（自動車ディーラー・江島の大学の同級生） - 村杉蝉之介
- 井上（新都銀行人事部 部長） - 伊藤高
- 稲森（甲州警察署 巡査） - 笠兼三
- 恩田浩（新都銀行融資部 元行員・6年前失踪 → 白骨死体で発見） - 古宮基成
- 岩瀬（山梨県警察 刑事） - 嶋崎伸夫
- 伊沢家を知る女性 - 二宮弘子
- 池田（6年前 伊沢が天狗山で転落後に走り去る外車を目撃した男性） - 邱太郎
- 太田（飛鳥観光 社員・美穂の上司） - 宇山けん
- 刑務官 - 真砂豪
- 伊沢絹江（伊沢の実母・美穂の養母） - 下川江那
- 古川達郎（美穂の実父・元服役囚・故人） - 蟹江一平
- 恩田佐和子（恩田の妻・恩田の失踪後実家に帰省） - 大寶智子
- 渡辺正雄（新都銀行融資部 部長） - 菅原大吉
- 伊沢良介（警視庁新宿西警察署 → 警視庁狛江警察署・6年前 山梨の天狗山で転落死） - 中原丈雄

第27作「悪の魂」（2013年）
- 川名恵（スーパーのパート・友子の1億円の保険金の受取人） - 国生さゆり
- 升田美奈子（ブティック経営・友子の従妹） - 野村真美
- 升田修一（美奈子の夫） - 佐戸井けん太
- 田崎（東邦書房 編集長） - 鶴田忍
- 勝又武（故人） - 浜田学
- 戸川由紀（覆面作家「水木晶」の担当編集者） - 大寶智子
- 勝又誠（武の兄） - 青山勝
- 梅谷千恵（マンション管理人） - 赤間麻里子
- 旅館「かわ村」女将 - 志水季里子
- 石田（医師） - 影山英俊
- 本宮理子（本宮の妻） - 阿部朋子
- 堺（東中野警察署 刑事） - 菊池隆志
- 喫茶店店員 - 高尾勇次
- 記者会見の司会者 - 水津亜子
- 芸能記者 - くじら、鈴木奈都
- 高見友子（書店「末広堂」店員） - 清水美沙
- 本宮勝寿（弁護士） - 益岡徹

第28作「残酷な視界」（2014年）
- 岩田修作（大日銀行小金井支店 → 本店融資審査部 主査・山下常務の娘の婚約者） - 岡田浩暉
- 岡崎由美（通販会社「ロムス」コールセンター 室長） - 田中美奈子
- 根岸正人（由美の元恋人） - 鈴木一真
- 大泉武男（大日銀行本店 元行員・今年の1月に転落死） - 宮川一朗太
- 高木久子（大日銀行杉並社員寮 寮母） - 宮地雅子
- 初見芳子（通販会社「ロムス」コールセンター 元副室長〈昨年10月末退職〉） - 池津祥子
- 田宮節子（大泉武男転落の通報者） - 山田スミ子
- 石川マキ（生花店「石川フラワー」店長） - 舟木幸
- 岡崎達雄（由美の兄） - 難波圭一
- 笠井優子（通販会社「ロムス」コールセンター 社員） - 大村彩子
- 島本渚（通販会社「ロムス」コールセンター 社員） - 石原あつ美
- 山口玲子（通販会社「ロムス」コールセンター 社員） - 藤森麻由
- 相川一郎（岩田の実家の近所） - ノモガクジ
- 浜田圭子（由美と同じマンションの303号室の入居者） - 要田禎子
- 林浩子（マンション管理人） - 松本じゅん
- 山下（大日銀行 常務） - 野口雅弘
- 大日銀行小金井支店 行員 - 所里沙子
- 邦枝の母親（爆発事故に巻き込まれ死亡） - 尾崎舞
- 山下（山下の娘） - 日和佐美香
- 志賀邦枝（生花店「石川フラワー」店員・通販会社「ロムス」コールセンター 元副室長〈昨年12月末退職〉） - 高岡早紀（小学生：佐伯栞）

第29作「善意の傘」（2015年）
- 秋葉千恵子（大日生命保険 元セールスレディ・1年前は山野家の隣人） - 川上麻衣子
- 山野和正（リストラ後は無職・京子の夫） - 山口馬木也
- 高杉誠（山野家の近所の住人） - 下條アトム
- 秋葉武士（初芝商事 社員・千恵子の夫） - 小木茂光
- 川合（警視庁北小金井警察署 刑事） - ダンカン
- 前川美奈（美容師） - 杉本有美
- 佐藤梢（バーのママ） - 大寶智子
- バーテン - 西沢仁太
- 刑事 - 稲葉年哉
- 警視庁北小金井警察署 刑事 - 原田大輔
- 酒井洋子（山野家の近所の住人） - 清水よし子
- 木下恵（山野家の近所の住人） - 福島まり子
- 小林美里（山野家の近所の住人） - 星野園美
- 山野京子（銀行員 → ファイナンシャルプランナー） - 葉月里緒奈

第30作「殺人の債権」（2016年）
- 宗形鮎子（圭介の妻・元カフェ店員） - 真飛聖
- 岡本弘志（御茶ノ水中央法律事務所 弁護士） - 河相我聞
- 宗形圭介（アースワンホテルの企画マン） - 近藤公園
- 福田利一（茅野東警察署 刑事） - 斉藤暁
- 佐竹英利（ソワレル 営業総括本部長） - 賀集利樹
- 落合雅彦（佳保里の夫） - 河口恭吾
- 古沢周一（富士園興産 営業社員・福岡出身） - 西興一朗
- 小林美穂（ネイリスト・古沢の元同棲相手） - 吉井怜
- 五十嵐さやか（元眼鏡店社員・3年前の殺人事件の被害者） - 窪真理
- 永田亜衣（美穂の隣人） - 清水よし子
- 田辺和子（圭介が住んでいたアパート管理人） - 竹内都子
- 廣田（古沢のアパート管理人） - 田口主将
- 佐竹茂徳（ソワレル 社長・英利の父） - 牧村泉三郎
- 中川有希（ソワレル本店 店員） - 桜川博子
- 鈴木伸一郎（ソワレル縫製工場 社員） - 中田敦夫
- 落合佳保里（元図書館司書・旧姓「仲田」） - 理絵
- アナウンサー - 塩地美澄
- 杉浦（富士園興産 社員・古沢の上司） - 小久保丈二
- 「横谷温泉旅館」従業員 - 高間智子
- 鮎子の父 - 児玉頼信
- 五十嵐俊文（さやかの父・元刑事） - 大杉漣

第31作「殺人の花客」（2017年）
- 椚静香（長崎の再婚相手） - 中原果南
- 長崎信祐（多摩農大 応用昆虫学 教授・蜂の専門家） - 林泰文
- 日原英策（「ハリトンホテル」922号室の宿泊客・健康器具の通信会社社長・4年前〈2013年8月〉の交通事故の加害者） - 大浦龍宇一
- 林利男（九十九里浜警察署 刑事） - 諏訪太朗
- 鳥居優子（木原栄作の恋人） - 片山萌美
- 木原栄作（「ハリトンホテル」422号室の宿泊客・北欧輸入家具専門店「HAKUA」営業マン） - 笠原紳司
- 光代（「ハリトンホテル」フロアキャプテン） - 大寶智子
- 野口拓哉（九十九里浜警察署 刑事・林の部下） - 石井テルユキ
- 斎藤（不動産屋・蘭栽培が趣味） - 小沢象
- 中里（4年前の日原英策の交通事故の担当刑事） - 鼓太郎
- 吉川（「ハリトンホテル」フロント係） - 江端英久
- 村山秋子（「ハリトンホテル」ルームサービス係） - 青山郁代
- 森本（日原英策の元同僚） - 阿部丈二
- 恵美子（花屋） - 比佐廉
- 長崎友里恵（長崎の妻・4年前 啓人と一緒に交通事故死） - 尾崎舞
- ニュースの声 - 緒川さとみ
- 鳥居優子のマンションの真向かいの建物の住人 - 新虎幸明
- 長崎啓人（長崎と友里恵の息子・4年前 道路に飛び出し交通事故死） - 太田琉星
- 田口紀子（多摩農大 植物生理学 教授・友里恵の叔母） - 床嶋佳子

第32作「殺意を運ぶ鞄」（2018年）
- 藤波孝治（藤波印刷 社長） - 春田純一
- 湯本隆夫（帝都製薬 秘書） - 合田雅吏
- 多田圭一郎（帝都製薬 専務） - 金山一彦
- 湯本みね子（介護付有料老人ホーム「慶徳園」入所者・湯本の母） - 岩本多代
- 杉崎徹（泉橋酒造 社長・帝都製薬 元副社長） - 石田登星
- 長野洋子（介護付有料老人ホーム「慶徳園」職員） - 大寶智子
- 岩田夏子（主婦） - 清水よし子
- 星村葉子（「元湯旅館」女将） - 雅原慶
- 田村朝子（夏子と一緒に電車に乗った友人） - 比佐廉
- 藤波静子（藤波の母） - 一條眞紀子
- 看護師 - 一双麻希
- 下條美香（下城と加奈子の娘・22年前病死） - 鈴木琉月
- 藤波印刷 従業員 - 吉川秀輝
- 下城保（帝都製薬庶務課 元係長） - 橋爪淳
- 下城加奈子（下城の妻） - いしのようこ

第33作「ガラスの密室」（2018年）
- 彩音（クラブ「ラ・ポワル」新人ホステス・真司の姉で本名「北前友美」） - 黒谷友香（10歳：伊藤翠）
- 磯田満男（警視庁向島北警察署 刑事） - 小木茂光
- 立野恭一（クラブ「ラ・ポワル」の客・東京ウェスタンホテル 事業統括部 社員） - 金子昇
- 北前真司（七条由香殺人事件の被疑者・取り調べの最中に腹膜炎で入院し病室から飛び降り自殺） - 辻本祐樹（3歳：佐藤一和）
- 七条由香（高級ブティック店長・昨年10月絞殺） - 小野真弓（5歳：亀田真央 / 高校生：松澤可苑）
- 川上夏希（クラブ「ラ・ポワル」No.1ホステス） - 鳥居みゆき
- 安藤進（クラブ「ラ・ポワル」バーテン） - とにかく明るい安村
- 豊崎俊也（クラブ「ラ・ポワル」ボーイ） - 増田修一朗
- 中村寿々（看護師・豊崎の交際相手） - 伊藤麻実子
- 長尾桃子（長尾美容室 美容師） - 大寶智子
- クラブ「ラ・ポワル」の客 - 重松収
- バーテンダー - ノモガクジ
- 呉服「やま屋」7代目（クラブ「ラ・ポワル」の客） - 山田百貴
- 矢口寛史（クラブ「ラ・ポワル」の客・プロゴルファー） - 石井テルユキ
- 益子佑次（日の丸不動産 社員・豊崎の知り合い） - 忠津勇樹
- 鵜飼美奈子（由香の顧客・三立商事社長令嬢・立野の婚約者） - 髙折沙羅
- 若者 - 横田勝矢
- 老人 - 相川武俊
- マサルの母親 - 川口美穂
- マサル - 佐々木聖輝
- 警視庁新宿西警察署 刑事 - 志貫徹、西東雅敏
- 原江梨子（クラブ「ラ・ポワル」ママ） - 中田喜子
- 七条孝文（由香の父・元教育者） - 益岡徹

第34作「荒野の証明」（2019年）
- 山名功（古川ホームセンター 課長・古川紡績事業開発部 元社員） - 中村俊介
- 浅野彰次（古川紡績 専務取締役） - 菅原大吉
- 江頭啓造（古川紡績 会長） - 鶴田忍
- 脇田典幸（ピノキオ 元渉外部長・2年前脳梗塞） - 堀内正美
- 竹内愛（古川ホームセンター 従業員） - 中島亜梨沙
- 平岡秀行（古川紡績 副社長・啓造の妹の主人） - 三浦浩一
- 江頭克己（古川紡績 社長・啓造の息子） - 永岡佑
- 竹内由香（クラブ「アフロディーテ」ホステス・愛の妹） - 今野杏南
- 後藤修史（警視庁捜査二課第三知能犯捜査係 刑事） - 内田裕也
- 野島保（警視庁捜査二課第三知能犯捜査係 刑事） - 伊藤毅
- 赤塚敏子（古川ホームセンター 従業員） - 大寶智子
- 小島（ピノキオ 社員・脇田の元部下） - のぶ
- 真奈美（クラブ「アフロディーテ」ホステス） - 鶴あいか
- 浦部次郎（所轄刑事） - 野口雅弘
- 好子（江頭家の家政婦） - ふくまつみ
- 久美子（古川紡績総務部 社員） - 木島杏奈
- フロント係 - 月那春陽
- コンビニ店員 - 大東英史
- スケボー少年 - 松岡実
- 警視庁捜査二課第三知能犯捜査係 刑事 - 志貫徹
- 脇田琴江（脇田の妻） - 原日出子
- 関川響子（警視庁捜査二課第三知能犯捜査係 係長） - 高島礼子

第35作「鬼子母の末裔」（2019年）
- 根本圭一（根本フード 社長・佳枝の夫） - 窪塚俊介（10歳：細野涼聖）
- 根本佳枝（根本フード 副社長・旧姓「前田」） - 矢吹春奈
- 山岡晴子（旅館「磯波」主人） - 野村真美
- 浜田勝弘（圭一の幼馴染み・フリーのルポライター） - 深水元基
- 矢島美沙子（圭一の幼馴染み・矢島徹の妻） - 大寶智子
- 根本英雄（景子の夫・圭一の父・21年前失踪） - 佐伯新
- 矢島徹（圭一の幼馴染み・酒屋 大西屋 店主） - 鈴木アキノフ
- 竹中（結婚披露宴の主賓） - 牧村泉三郎
- 山岡夏子（晴子の姪・修介の従兄妹） - 竹内佳菜子（幼少期：菅沼実優）
- 結婚披露宴の司会 - 武野功雄
- 杉山浩一（根本フード秘書課 社員） - 松原剛志
- 不動産屋「ハウス・ツーリスト」社員 - 白滝まつり
- ホテル三日月 支配人 - 北林悌
- 前田（佳枝の父） - 向井修
- 前田（佳枝の母） - 河崎早春
- 山岡修介（圭一の小学生時代の同級生・晴子の息子） - 浅野瑛海
- 千葉県警勝浦中央警察署 捜査員 - 荒川浩平
- 警視庁新宿西警察署 刑事G - 山口信行
- 谷口浩一（千葉県警勝浦中央警察署 刑事） - 六平直政
- 根本景子（根本フード 会長・圭一の母） - 真野響子

第36作「雪の螢」（2020年）
- 島村昌子（松岡総合病院 元看護師・万里子の姉） - 宮本真希（10歳：新井萌心）
- 西村真弓（老舗料亭「瑞泉亭 諏訪本店」女将・晃の妻） - 青山倫子
- 泉田耀造（瑞泉亭グループ 5代目社長） - 宮川一朗太
- 根岸いずみ（耀造の愛人） - 黒川芽以
- 吉岡隆一（いずみが住むマンション「グランビューヒルズ」管理人） - 松村邦洋
- 川島礼二（スカウトマン） - 高木勝也
- 島村万里子（耀一郎の実母で2年前に耀一郎を出産後死亡） - 大谷麻衣（3歳：雨谷日菜乃）
- 田代典子（信州諏訪湖上諏訪温泉「温泉御宿 ぬのはん」女将・田代社長の妻・栄子の友人） - 大寶智子
- 田村松子（昌子の元隣人） - 竹内都子
- 松岡進（松岡総合病院 院長） - 小久保丈二
- 田代（信州諏訪湖上諏訪温泉「温泉御宿 ぬのはん」社長・耀造の友人） - 吉見幸洋
- 遠藤一夫（長野県警上諏訪警察署本町交番 巡査） - 金剛地武志
- 井上学（警視庁四谷中央警察署 刑事） - 岡雅史
- 西村晃（瑞泉亭グループ 専務・老舗料亭「瑞泉亭 諏訪本店」代表） - 平子悟
- 谷口修司（長野県警上諏訪警察署 刑事） - 西岡秀記
- ホテルのフロントマン - 濱嵜凌
- 島村耀一郎（昌子の息子） - 鳥越一平
- 昌子と万里子の父 - 上田和光
- 昌子と万里子の母 - 松橋純子
- 泉田栄子（耀造の妻） - 森口瑤子

第37作「停年のない殺意」（2021年）
- 伊庭悌二（崇彦と晴美の父） - 尾美としのり
- 伊庭頼子（崇彦と晴美の母） - 七瀬なつみ
- 市野清明（文房具メーカー「市野商会」社長・悌二の大学の同期・崇彦と晴美の実父） - 国広富之
- 伊庭君江（悌二の母） - 赤座美代子
- 伊庭崇彦（文房具メーカー「市野商会」社長秘書） - 堀井新太（4歳：鍜治春陽 / 10歳：生駒星汰）
- 市野清和（清明の息子・2年前事故死） - 堀井新太（二役）（4歳：鍜治春翔）
- 伊庭晴美（崇彦の妹） - 山谷花純（小学3年生：古川凛）
- 高瀬愛子（頼子の高校の友人） - 清水よし子
- 大里典子（文房具メーカー「市野商会」秘書課） - 星ようこ
- 高木（高木ベーカリー 店主） - 樋浦勉
- 高木洋子（高木の妻） - 荒井眞理子
- 高杉（文房具メーカー「市野商会」秘書課） - 重徳宏
- 石川（文房具メーカー「市野商会」秘書課） - 國島直希
- 新藤久美（頼子の高校の友人） - 氏家恵
- 21年前の市野商会の社員 - 倉沢学、新虎幸明
- タクシードライバー - 菅野達也
- 捜査一課の刑事 - 北山直正

第38作「十月のチューリップ」（2022年）
- 北野英子（東京フラワー 経営者） - 美村里江（17歳：櫻愛里紗）
- 前園貴子（前園病院 院長・徹の母） - 原日出子
- 佐々木康則（前園病院 事務長） - 下條アトム
- 前園徹（前園病院 副院長・心臓外科医） - 天野浩成
- 河野恵（徹の元妻） - 片山萌美
- 秋山（秋山総合病院 院長） - 鶴田忍
- 川合理奈（高校生・理香の姉） - 羽瀬川なぎ
- 秋山隆二（ぶどうの丘 従業員・秋山の息子） - 松田悟志（中学3年生：望月春希）
- 北野文夫（高校教師・英子の父・英子が17歳のとき交通事故死） - 丹羽貞仁
- 北野節子（高校教師・英子の母・英子が17歳のとき病死） - 大寶智子
- 川合理香（高校生・屋上から飛び降り意識不明の重体） - 菊地姫奈
- 宮田秀平（弁護士・徹の高校時代の友達） - 鶏冠井孝介
- 坂口薫（ジムのインストラクター） - 村上和成
- 田代（田代塾 塾長） - 平泉成
- 門倉絵美（英子の高校時代の友達） - 滝沢恵（高校2年生：白倉碧空）
- 前園病院 看護師 - 清水よし子
- 竹下勇太（徹の高校時代の友達・2年前に癌で死亡） - 愛下哲平
- 高橋一馬（東京フラワー 店員） - 鈴木志遠
- 刑事 - 菊池隆志
- 絵美の娘 - 磯村アメリ

## スタッフ
- 原作 - 森村誠一[123]
- 脚本 - 岡本克己（第1作 - 第15作）、池広一夫（第16作 - 第20作）、橋本綾（第21作 - 第25作・第27作 - 第29作・第32作・第35作 - 第38作）、吉本昌弘（第26作）、坂上かつえ（第30作・第31作・第33作・第34作）
- 音楽 - 大野克夫[注 7]
- 監督 - 池広一夫[124]
- 企画協力 - 角川書店
- チーフプロデューサー - 佐藤凉一[125][注 8]（テレビ朝日）
- 現プロデューサー - 山川秀樹（テレビ朝日 / 第37作・第38作）、目黒正之（東映）、井元隆佑（東映）
- 旧プロデューサー
  - テレビ朝日 - 高戸晨一、松本基弘、菊地恭、松本健、塙淳一
  - 東映 - 池ノ上雄一、坂本年文、若松豪、高野照子
- 制作 - テレビ朝日、東映

## 放送日程
- 第 2作およびそのリメイク作品である第24作はシリーズ作品のタイトルと同じ「終着駅」がサブタイトルとなっている。
- 第23作は21時20分から23時11分までの放送。
- 第29作は「森村誠一作家50年記念」作品。
- 第32作は21時から22時52分までの放送（13分短縮版）。
- 第34作は「終着駅牛尾刑事50作記念作品」。（「終着駅の牛尾刑事VS事件記者・冴子」が2019年1月時点で16作放送されており、合わせて50作）[4]
- 第36作は20時から22時5分までの放送。「日曜プライム」放送期間中だが枠外で放送。後に岡江久美子の死去に伴う追悼番組として2020年4月26日に「日曜プライム」枠内で再放送された。

| 話数         | 放送日         | サブタイトル                                                                                    | 原作                                                           | 脚本       | 監督     | 視聴率   |
| 露口茂版     | 露口茂版       | 露口茂版                                                                                        | 露口茂版                                                       | 露口茂版   | 露口茂版 | 露口茂版 |
| ------------ | -------------- | ----------------------------------------------------------------------------------------------- | -------------------------------------------------------------- | ---------- | -------- | -------- |
| 1            | 1990年12月08日 | 終列車 新宿発23時20分 アルプス号に乗った2組の男女 発車ベルは殺人の幕開け…                       | 「終列車」                                                     | 岡本克己   | 池広一夫 | 14.5%    |
| 2            | 1992年02月01日 | 終着駅 信濃大町発7時53分“あずさ8号”殺意のめぐり逢い ホテル逆密室の謎…                           | 「終着駅」                                                     | 岡本克己   | 池広一夫 | 23.0%    |
| 3            | 1992年11月07日 | 死刑台の舞踏 華やかな結婚式に殺人の祝福が… 盗み撮りされた美しい獲物！                           | 「死刑台の舞踏」                                               | 岡本克己   | 池広一夫 | 15.6%    |
| 4            | 1994年09月24日 | 碧の十字架 殺したはずの女の知られたくない秘密                                                   | 「碧の十字架」                                                 | 岡本克己   | 池広一夫 | 18.7%    |
| 片岡鶴太郎版 |                |                                                                                                 |                                                                |            |          |          |
| 5            | 1996年01月27日 | 誇りある被害者 新宿－白馬 L特急あずさが結ぶ複合殺人!!                                           | 「誇りある被害者」                                             | 岡本克己   | 池広一夫 | 17.0%    |
| 6            | 1996年09月28日 | 人間の十字架 飛騨高山 刑事の妻の秘密旅行が連続殺人を呼ぶ                                        | 「人間の十字架」                                               | 岡本克己   | 池広一夫 | 18.3%    |
| 7            | 1997年03月22日 | 街 新宿〜伊豆 連鎖殺人の謎！ 天竜峡から来た女 真犯人も殺された…                                 | 「街」                                                         | 岡本克己   | 池広一夫 | 20.4%    |
| 8            | 1998年03月28日 | 窓 殺された清そな若い女 華やかな私生活の秘密                                                    | 「窓」                                                         | 岡本克己   | 池広一夫 | 12.7%    |
| 9            | 1998年11月28日 | 駅 牛尾刑事 涙の捜査行 妻の姪が旅行中に殺された！                                               | 「駅」                                                         | 岡本克己   | 池広一夫 | 20.6%    |
| 10           | 1999年03月27日 | 殺人の花客 荒波の東尋坊 山中温泉に捜査行 二つの死体に同じ蘭が                                   | 「殺人の花客」                                                 | 岡本克己   | 池広一夫 | 14.6%    |
| 11           | 1999年08月28日 | 二組の新婚夫婦 妻と夫が同時に殺された！ 北陸路 カーブミラーに写った意外な真犯人の顔… 殺人の債権 | 「殺人の債権」                                                 | 岡本克己   | 池広一夫 | 13.8%    |
| 12           | 2000年02月05日 | 夜行列車 みちのくで殺された先輩刑事と渓流に消えた不倫妻…                                        | 「夜行列車」                                                   | 岡本克己   | 池広一夫 | 15.4%    |
| 13           | 2001年01月13日 | 殺人の赴任 殺意の二重方程式を猫が解く… 110番通報の女の謎                                        | 「殺人の赴任」                                                 | 岡本克己   | 池広一夫 | 15.4%    |
| 14           | 2001年09月22日 | 砂漠の暗礁 愛人殺しと夫殺し 二人の容疑者は犯行時新宿のホテルで逢っていた…                       | 「砂漠の暗礁」                                                 | 岡本克己   | 池広一夫 | 17.0%    |
| 15           | 2003年02月08日 | 砂漠の駅 死体すりかえ殺人事件 殺した男の死体が女の死体になっていた！                            | 「砂漠の駅（ステーション）」                                   | 岡本克己   | 池広一夫 | 20.5%    |
| 16           | 2003年07月05日 | 壁の目 誰かが殺人をのぞいている！                                                               | 「壁の目―新・文学賞殺人事件」                                  | 池広一夫   | 池広一夫 | 17.8%    |
| 17           | 2004年10月02日 | 霧笛の余韻 小樽不倫の旅 死の匂いのする女…                                                       | 「霧笛の余韻―牛尾刑事事件簿」                                  | 池広一夫   | 池広一夫 | 10.9%    |
| 18           | 2005年08月20日 | 破婚の条件 結婚七年目、 妻が夫殺しを決行する夜、 夫が何者かに殺されていた！                     | 「破婚の条件」                                                 | 池広一夫   | 池広一夫 | 12.8%    |
| 19           | 2006年03月25日 | 死者の配達人 雪の大牧温泉 殺人者と謎の女…運命の旅                                               | 「死者の配達人」                                               | 池広一夫   | 池広一夫 | 14.6%    |
| 20           | 2006年10月28日 | 砂漠の喫茶店 牛尾刑事の秘密… 雷雨の樹海で殺された女と失踪した女、 愛犬の接点が真犯人を解く！    | 「砂漠の喫茶店」                                               | 池広一夫   | 池広一夫 | 15.0%    |
| 21           | 2007年09月22日 | 悪の条件 新宿発特急あずさ〜謎の女と消えた1億円!!                                                | 「悪の条件―牛尾刑事事件簿」                                    | 橋本綾     | 池広一夫 | 16.7%    |
| 22           | 2009年03月14日 | 殺人同盟 理科室の夜の秘密!!                                                                     | 「螺旋状の垂訓」                                               | 橋本綾     | 池広一夫 | 14.5%    |
| 23           | 2009年10月10日 | 死差路 消えた1億円と孤独な死体!! 東京タワーに交錯した女二人の復讐の結末!?                       | 「死叉路」                                                     | 橋本綾     | 池広一夫 | 14.4%    |
| 24           | 2010年07月31日 | 終着駅 新宿着スーパーあずさ22号の殺人同乗者!! 【第2作のリメイク版】                             | 「終着駅」                                                     | 橋本綾     | 池広一夫 | 13.0%    |
| 25           | 2011年09月24日 | 途中下車する女 凶器のない密室殺人を追う!! 写真の中の殺人構図?!                                  | 「途中下車する女」 （「完全犯罪のエチュード」所収）            | 橋本綾     | 池広一夫 | 16.2%    |
| 26           | 2012年10月27日 | 殺意の奔流 ある退職刑事の死!! 犯人が遺した二重血痕の謎!?                                        | 「法王庁の帽子」                                               | 吉本昌弘   | 池広一夫 | 16.2%    |
| 27           | 2013年09月28日 | 悪の魂 ベストセラー小説に仕組まれた二重殺人の罠!!                                               | 「山の屍―牛尾刑事事件簿」                                      | 橋本綾     | 池広一夫 | 12.4%    |
| 28           | 2014年06月28日 | 残酷な視界 裏窓の女の完全犯罪!! エリート銀行員の転落死の謎?!                                    | 「残酷な視界」 （「溯死水系 森村誠一ベストセレクション」所収） | 橋本綾     | 池広一夫 | 13.6%    |
| 29           | 2015年09月26日 | 善意の傘 雨の夜の殺人者!! 迎えに来るはずの夫は殺されていた!?                                    | 「善意の傘」 （「完全犯罪のエチュード」所収）                  | 橋本綾     | 池広一夫 | 13.6%    |
| 30           | 2016年06月25日 | 殺人の債権 死者が遺したパンドラの箱!! 信州長野の湖底に沈む未解決殺人… 【第11作のリメイク版】    | 「殺人の債権」                                                 | 坂上かつえ | 池広一夫 | 11.0%    |
| 31           | 2017年07月16日 | 殺人の花客 ランの花粉が暴くホテル密室殺人!! 【第10作のリメイク版】                              | 「殺人の花客」                                                 | 坂上かつえ | 池広一夫 |          |
| 32           | 2018年04月22日 | 殺意を運ぶ鞄                                                                                    | 「殺意を運ぶ鞄」 （「マーダー・リング」所収）                  | 橋本綾     | 池広一夫 | 08.7%    |
| 33           | 2018年06月24日 | ガラスの密室                                                                                    | 「棟居刑事のガラスの密室」                                     | 坂上かつえ | 池広一夫 | 08.6%    |
| 34           | 2019年01月27日 | 荒野の証明                                                                                      | 「棟居刑事の荒野の証明」                                       | 坂上かつえ | 池広一夫 | 11.3%    |
| 35           | 2019年11月03日 | 鬼子母の末裔                                                                                    | 「鬼子母の末裔」                                               | 橋本綾     | 池広一夫 | 09.9%    |
| 36           | 2020年01月09日 | 雪の螢                                                                                          | 「雪の螢」                                                     | 橋本綾     | 池広一夫 | 11.0%    |
| 37           | 2021年04月01日 | 停年のない殺意                                                                                  | 「停年のない殺意」 （「完全犯罪のエチュード」所収）            | 橋本綾     | 池広一夫 | 10.8%    |
| 38           | 2022年12月22日 | 十月のチューリップ                                                                              | 「余命の正義」 （「死を描く影絵」所収）                        | 橋本綾     | 池広一夫 | 08.0%    |

- 視聴率はビデオリサーチ調べ、関東地区・世帯・リアルタイム。

## DVD
2023年11月に、監督を務めた池広一夫が選んだエピソードを収録した、森村誠一の終着駅シリーズ コレクターズDVDが発売された。